# Copris miyakei
Copris miyakei là một loài bọ cánh cứng trong họ Bọ hung (Scarabaeidae).